# Kazachstania exigua
Kazachstania exigua Kurtzman – gatunek jednokomórkowych grzybów zaliczanych do drożdży.

## Systematyka i nazewnictwo
Pozycja w klasyfikacji według Index Fungorum: Kazachstania, Saccharomycetaceae, Saccharomycetales, Saccharomycetidae, Saccharomycetes, Saccharomycotina, Ascomycota, Fungi.
Synonimy:

- Candida holmii (A. Jörg.) S.A. Mey. & Yarrow 1978
- Cryptococcus holmii (A. Jörg.) C.E. Skinner 1950
- Saccharomyces exiguus Reess ex E.C. Hansen 1888
- Saccharomyces exiguus Reess 1870
- Torula holmii A. Jörg., Mikroorg. Gärungsind. 1909
- Torulaspora exigua Kock.-Krat. 1982
- Torulopsis holmii (A. Jörg.) Lodder 1934

## Charakterystyka
Kazachstania exigua powszechnie występuje w solance z oliwek oraz w niektórych kulturach kefirowych. Jest to jeden z gatunków drożdży wykorzystywanych do produkcji zakwasu Jest tolerancyjny na kwasy i nie wykazuje obecności maltozy
Po 7 dniach wzrostu na agarze GYP w temperaturze 25 °C kolonie są kremowe, gładkie, błyszczące o konsystencji masła, całym brzegu i gładkiej powierzchni. Po 7 dniach hodowli na agarze kukurydzianym o godz 25 °C, nie stwierdzono obecności pseudogrzybni. Askospory pojedyncze, kuliste lub elipsoidalne. Worki trwałe.